# Ranunculus breviscapus
Ranunculus breviscapus DC. – gatunek rośliny z rodziny jaskrowatych (Ranunculaceae Juss.). Występuje naturalnie w Peru, północnej części Chile oraz w Boliwii.

## Morfologia
PokrójBylina rozłogowa o owłosionych pędach. Dorasta do 3–8 cm wysokości.
LiścieMa liczne liście odziomkowe. Są trójdzielne, pięciodzielne lub mają okrągły kształt. Wierzchołek jest tępy. Ogonek liściowy jest owłosiony i ma 7 cm długości.
KwiatySą pojedyncze. Pojawiają się na szczytach pędów. Mają żółtą barwę.

## Biologia i ekologia
Rośnie na łąkach. Występuje na wysokości od 3500 do 4500 m n.p.m. Kwitnie wiosną. Preferuje stanowiska w pełnym nasłonecznieniu. Dobrze rośnie na wilgotnym, żyznym i dobrze przepuszczalnym podłożu. 